# تپه میرزا ولی
تپه میرزا ولی مربوط به دوره اشکانیان - صدر اسلام است و در شهرستان کنگاور، بخش مرکزی، روستای میرزا ولی واقع شده و این اثر در تاریخ ۱۱ مرداد ۱۳۸۴ با شمارهٔ ثبت ۱۲۴۸۷ به‌عنوان یکی از آثار ملی ایران به ثبت رسیده است.